# Khamica Bingham
Khamica Bingham (n. 15 de juny de 1994) és una atleta de pista canadenca que s'especialitza en els 100 metres. Ella ha representat el Canadà als Jocs Panamericans, Jocs de la Commonwealth i el Campionat del Món d'atletisme.
Bingham va néixer el 15 de juny de 1994 a Brampton, Ontario. Ella es va convertir en part del rècord nacional en dones a 4×100 m de relleus per equips, juntament amb Kimberly Hyacinthe, Crystal Emmanuel i Shai-Anne Davis.